# BTR-3
Der BTR-3 (ukrainisch БТР-3; бронетранспортер-3 / Transkription bronetransporter-3, deutsch gepanzerter Transporter) ist ein achträdriger (8×8) allradgetriebener amphibischer ukrainischer Schützenpanzer. Der BTR-3 wird von ChKMB hergestellt. Er ist eine Weiterentwicklung des sowjetischen BTR-80.

## Beschreibung
Der BTR-3 kann sechs Soldaten im Innenraum transportieren, die das Fahrzeug über Türen auf beiden Seiten betreten oder verlassen können. Die Tür wird nach unten geklappt und dient somit als Ein- bzw. Ausstiegshilfe. Zusätzlich verfügt der BTR-3 über Dachluken und Schießluken.

## Bewaffnung
Der BTR-3 ist mit dem KBA-105 „Schkwal“-Turm ausgestattet, der mit einer 30-mm-Maschinenkanone, einem koaxial angeordneten 7,62-mm-Maschinengewehr KT-7,62, einem 30-mm-Granatwerfer und mit zwei Startbehältern für ukrainische Barriere-Panzerabwehrlenkraketen (ukrainisch Бар'єр) bestückt ist. Zudem sind an der Turmrückseite sechs nach vorne gerichtete 81-mm-Nebelwurfbecher angebracht. Das Sichtsystem besteht aus dem 1PZ-3-Kommandantenperiskop und aus dem stabilisierten TKN-4S Agat-Visier, welches auch in das Feuerleitsystem der Panzerabwehrrakete integriert ist.

## Antrieb
Angetrieben wird der BTR-3 von einem Deutz-Dieselmotor BF6M1015, der 240 kW (326 PS) leistet. Das automatische Getriebe MD3066 wurde von Allison Transmission geliefert. Der BTR-3 ist standardmäßig mit einer Klimaanlage und Michelin-Reifen ausgestattet.

## Varianten

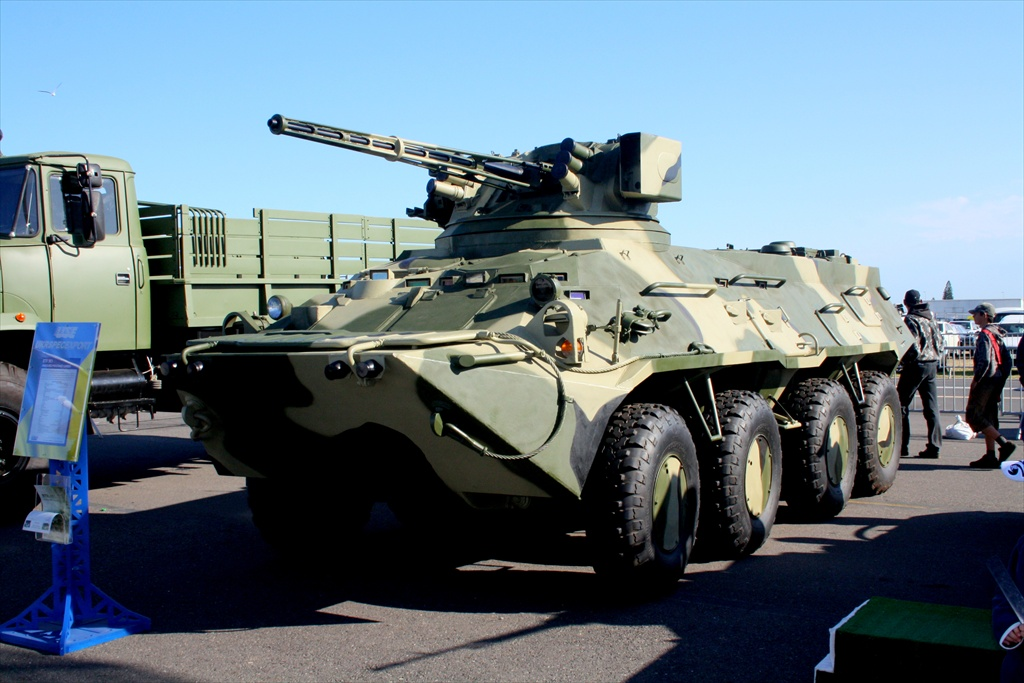
BTR-3E1

- BTR-3U „Ochotnik“: ursprünglich geplante Bezeichnung war BTR-94K
  - Guardian: Version für die Marineinfanterie der VAE, ausgestattet mit dem „Buran-N1“-Turm
- BTR-3E: voraussichtlich mit dem UTD-20-Dieselmotor ausgestattet
  - BTR-3E1: Neueste Version, mit dem moderneren BM-3-Turm „Schturm“ und einem MTU-Dieselmotor ausgestattet
  - BTR-3E ARV: Bergefahrzeug, ausgestattet mit Seilwinde, Kran und Räumschild
  - BTR-3E 90: Gefechtsfeldunterstützungsfahrzeug mit 90-mm-Kanone[5]
- BTR-3DA: Modernisierte Version für die ukrainische Armee aus dem Jahr 2017[6]

## Kampfeinsätze
Im Russisch-Ukrainischen Krieg wird das Fahrzeug von der ukrainischen Armee bzw. Milizen genutzt. Laut dem Oryx-Blog verlor die Ukraine bis März 2025 mindestens 49 BTR-3 sowie mindestens drei BTR-3M2.

## Nutzerstaaten
- Aserbaidschan
- Ecuador
- Irak
- Kasachstan
- Myanmar
- Nigeria
- Thailand[9]
- Vereinigte Arabische Emirate[10]
- Ukraine – Einige Exemplare wurden von russischen Truppen während des russischen Überfalls auf die Ukraine erbeutet.[11]